# Федневская
Федневская — деревня в Тарногском районе Вологодской области. В народе деревню называют «Костенская». 
Входит в состав Спасского сельского поселения, с точки зрения административно-территориального деления — в Верхнеспасский сельсовет.
Расстояние по автодороге до районного центра Тарногского Городка — 40 км, до центра муниципального образования Никифоровской — 1,1 км. Ближайшие населённые пункты — Башевская, Никифоровская, Спасский Погост, Харитоновская, Целковская, Скрябинская.
По переписи 2002 года население — 20 человек (6 мужчин, 14 женщин). Всё население — русские. На 2020 год фактически проживает 4 человека ( 2 мужчин, 2 женщин). По состоянию на июнь 2021 года проживает 3 жителя (2 мужчины, 1 женщина).